# Quy Kỳ
Quy Kỳ là một xã thuộc huyện Định Hóa, tỉnh Thái Nguyên, Việt Nam.

## Địa lý
Xã Quy Kỳ nằm ở phía bắc huyện Định Hóa, có vị trí địa lý:
- Phía đông giáp xã Lam Vỹ
- Phía tây giáp tỉnh Bắc Kạn
- Phía nam giáp các xã Bảo Linh, Kim Phượng và Phúc Chu
- Phía bắc giáp tỉnh Bắc Kạn và xã Linh Thông.

Xã có diện tích 55,11 km², dân số năm 1999 là 3.904 người, mật độ dân số đạt 71 người/km².
Xã có tuyến tỉnh lộ 248 chạy qua, đây là tuyến đường bắt đầu từ Km 31 (Quốc lộ 3) đi qua trung tâm huyện đến huyện Chợ Đồn (Bắc Kạn), đèo So nằm trên tuyến đường này tại khu vực ranh giới giữa hai tỉnh. Một khe suối là chi lưu của sông Chợ Chu khởi nguồn từ xã Quy Kỳ và hợp với hai con suối khác để tạo thành sông Chợ Chu tại thị trấn Chợ Chu. 

## Lịch sử
Sau năm 1975, Quy Kỳ là một xã thuộc huyện Định Hóa.
Đến năm 2019, xã Quy Kỳ được chia thành 19 xóm: Khuôn Nhà, Khuôn Câm, Khuôn Tát, Đăng Mò, Sự Thật, Đồng Hẩu, Bản Pấu, Nà Rọ, Nà Kéo, Nà Áng, Bản Cọ, Nà Mòn, Đồng Củm, Tân Hợp, Túc Duyên, Gốc Hồng, Bản Noóng, Thái Trung, Pác Cáp.
Ngày 11 tháng 12 năm 2019, sáp nhập hai xóm Khuôn Nhà và Sự Thật thành xóm Khuân Nhà, sáp nhập hai xóm Bản Noóng và Nà Mòn thành xóm Thống Nhất 1, sáp nhập ba xóm Pác Cáp, Tân Hợp, Đồng Củm thành xóm Thống Nhất 2, sáp nhập hai xóm Nà Áng và Bản Cọ thành xóm Hương Bảo 1, sáp nhập hai xóm Nà Rọ và Nà Kéo thành xóm Hương Bảo 2, sáp nhập hai xóm Bản Pấu và Đồng Hẩu thành xóm Hương Bảo 3, đổi tên xóm Khuôn Tát thành xóm Khuổi Tát, đổi tên xóm Khuôn Câm thành xóm Khuân Câm.

## Hành chính
Xã Quy Kỳ được chia thành 12 xóm: Đăng Mò, Gốc Hồng, Khuân Câm, Khuân Nhà, Khuổi Tát, Hương Bảo 1, Hương Bảo 2, Hương Bảo 3, Thái Trung, Thống Nhất 1, Thống Nhất 2, Túc Duyên.

## Văn hóa
Quy Kỳ là một xã thuộc vùng ATK trong những năm tháng kháng chiến chống Pháp. Ngày 11 tháng 3 năm 1951, Quy Kỳ là nơi Báo Nhân dân ra số đầu tiên.